# Clara Wolfram
Clara Wolfram (geboren am 10. Jänner 1998 in Wien) ist eine österreichische Film- und Theaterschauspielerin.

## Leben
Clara Wolfram ist in Wien geboren und aufgewachsen.
Seit ihrer frühen Kindheit spielte sie in Produktionen des Wiener Kindertheaters mit, leitete im Zuge dessen in ihrer Jugend auch Workshops für Kinder und übernahm etwas später neben dem Schauspiel auch Regieagenden, wie beispielsweise 2015 für Noel Cowards Heuschnupfen.
2022 absolvierte sie das Schauspielstudium an der Hochschule für Schauspielkunst Ernst Busch in Berlin.
Während dieser Zeit konnte sie neben der eigentlichen Ausbildung auch an speziellen Projekten mitwirken. 2020 wurde die Produktion "HAUT - my body is a stage" zur Aufführung gebracht. Das Projekt wurde im Rahmen des Schauspielschultreffens 2021 mit dem Ensemblepreis ausgezeichnet, und die drei Darsteller erhielten den Marina-Busse Preis.
Clara Wolfram singt auch und erzielte damit 2021 den 3. Platz beim „Bundeswettbewerb für Gesang und Chanson“ in Berlin (Kategorie Chanson).
Seit der Spielzeit 2022/23 ist Clara Wolfram Ensemblemitglied am Mecklenburgischen Staatstheater in Schwerin.
Im Bereich Film übernimmt Clara Wolfram in Das Wunder von Kapstadt die Rolle der Dr. McCarthy an der Seite von Alexander Scheer und Sonja Gerhardt. Der Film wurde beim Filmfest Hamburg 2022 mit dem Preis für die beste Produktion ausgezeichnet.

## Bühnenstücke
- 2021: Am Ziel / Thomas Bernhard, Salzkammergut Festwochen, Regie: Hermann Beil
- 2022: Kabale und Liebe / Friedrich Schiller, Mecklenburgisches Staatstheater Schwerin, Regie: Steffi Kühnert
- 2022: Das Achte Leben (Für Brilka) / Nino Haratischwili, Mecklenburgisches Staatstheater Schwerin, Regie: Thomas Dannemann
- 2023: Ein Mond für die Beladenen / Eugene O’Neill, Mecklenburgisches Staatstheater Schwerin, Regie: Martin Nimz
- 2024: Gabriel / George Sand, Mecklenburgisches Staatstheater Schwerin, Regie: Jakob Weiss
- 2025: Hotel Savoy / Joseph Roth, Mecklenburgisches Staatstheater Schwerin, Regie: Jakob Weiss & Nina Steinhilber

## Filmografie
- 2022: Das Wunder von Kapstadt[8]
- 2022: Der Gejagte – Im Netz der Camorra[9]
- 2024: Beasts Like Us (Fernsehserie)

## Hörbucher
- 2021: Dunkelkammer / Bernhard Aichner[10]

## Auszeichnungen
- 2021: Ensemblepreis und Marina Busse Preis für Konzeption von und Darstellung bei "HAUT - my body is a stage"
- 2021: Bundeswettbewerb für Gesang und Chanson - 3. Platz Kategorie Chanson